# Józef Milik (poseł)
Józef Milik (ur. 16 marca 1891 w Seroczynie, zm. 12 czerwca 1944 tamże) – polski polityk i działacz społeczny, rolnik, poseł na Sejm II i III kadencji w II RP z ramienia Związku Ludowo-Narodowego oraz Stronnictwa Narodowego. Członek Rady Jedności Narodowej.

## Życiorys
Ukończył szkołę elementarną, a potem kształcił się w szkole rolniczej w Nałęczowie. Służył w armii carskiej w czasie I wojny światowej, zaś w wojnie polsko-bolszewickiej jako ochotnik został wcielony do szeregów 19 pułku ułanów. Po wojnie zajął się prowadzeniem kilkuhektarowego gospodarstwa w Seroczynie oraz zaczął angażować się w szereg organizacji społecznych. Pełnił funkcję prezesa Kółka Rolniczego w Seroczynie, wiceprezesa Okręgowego Towarzystwa Rolniczego pow. sokołowskiego, członka rady gminnej, sejmiku i wydziału powiatowego, działał w Macierzy Szkolnej, współdziałał w organizacji spółdzielczości mleczarskiej, tworzył lokalny oddział Kasy Stefczyka, organizował teatr amatorski oraz był inicjatorem i pierwszym prezesem OSP w Seroczynie. Przyczynił się do sprowadzenia Salezjanów do Sokołowa. Publikował również artykuły w licznych czasopismach. Z ramienia narodowej demokracji uzyskał mandat posła z listy nr 24 (Lista Katolicko-Narodowa) w okręgu wyborczym nr 3. W II kadencji pracował w komisjach: administracyjnej, odbudowy kraju i reform rolnych. W lutym 1931 został wybrany do Głównej Komisji Ziemskiej jako reprezentant małej własności.
Podczas II wojny światowej w początkach 1941 aresztowany przez Gestapo i uwięziony w Siedlcach, w czasie śledztwa był głodzony i pobity. Zwolniony 19 marca tego roku, zamieszkał w Warszawie. Został członkiem Zarządu Okręgu Warszawa Ziemska, kierownikiem Wydziału Wiejskiego i członkiem Wydziału Organizacyjnego Zarządu Głównego Stronnictwa Narodowego oraz Komendy Okręgu Narodowej Organizacji Wojskowej w dziale propagandy. Działacz oddziału warszawskiego Rady Głównej Opiekuńczej. 9 stycznia 1944 roku otrzymał mandat członka Rady Jedności Narodowej, jako jeden z trzech przedstawicieli SN. Ciężko chory powrócił w maju 1944 roku do Seroczyna i tutaj zmarł 12 czerwca. Został pochowany na miejscowym cmentarzu parafialnym.

## Rodzina
Był synem Marcina i Jadwigi z domu Kuśmierek. Miał brata Wacława, który był księdzem. W 1913 roku ożenił się z Florentyną z Murawskich, z którą miał synów: Stefana (ur. 1916, zm. 1939) żołnierza WP, Józefa Tadeusza (ur. 1922, zm. 2006) księdza biblistę, Jana Eugeniusza (ur. 1924, zm. 2013) inżyniera chemika i powstańca warszawskiego i Jerzego (ur. 1928) rolnika oraz córkę Marię Soszyńską (ur. 1915) bibliotekarkę.